# Тоби Магуайър
Тоби Магуайър (на английски: Tobey Maguire) е американски актьор, носител на две награди „Сатурн“ и номиниран за награда „Златен глобус“. Известни филми с негово участие са „Да разнищим Хари“, „Момчета-чудо“, „Котки и кучета“, „Спайдър-Мен“, „Спайдър-Мен 2“, „Спайдър-Мен 3“ и други.

## Биография

### Ранни години
Магуайър е роден на 27 юни 1975 г. в Санта Моника, Калифорния, САЩ. Когато се ражда, родителите му са все още млади и необвързани законно – баща му Винсънт Магуайър (тогава на 20 години) работи като готвач, а майка му Уенди Магуайър (на 18) работи като секретарка. Две години след раждането му родителите му се развеждат и той е отгледан от майка си, местейки се от град в град.

### Кариера
По време на детството си Тоби се снима в множество ТВ реклами. През 1992 младият актьор получава главната роля в нашумелия сериал „Great Scott!“. За нещастие, десет седмици по-късно снимките са прекратени. Тогава никой не забелязва таланта на Тоби. Година по-късно Магуайър участва с малка роля в „Животът на момчето“, където си партнира с друг прохождащ актьор – Леонардо ди Каприо. По-сериозни роли Магуайър получава в успешните „Плезънтвил“ (1998), „Правилата на живота“ (1999) и „Момчета-чудо“ (2000), в който си партнира с Майкъл Дъглас.
Истински световен пробив обаче Магуайър прави през 2002 г. с участието си в поредицата „Спайдър-Мен“ в ролята на Питър Паркър и неговото алтер его – Спайдър-Мен. Продълженията „Спайдър-Мен 2“ (2004) и „Спайдър-Мен 3“ (2007) затвърждават успеха на актьора. Той изиграва ролята на Спайдър-Мен отново в „Спайдър-Мен: Няма път към дома“ (2021) заедно с Андрю Гарфийлд и Том Холанд, като тримата играят три различни версии на персонажа от съответните им филми.

### Личен живот
Женен е за дизайнерката на бижута Дженифър Майър, дъщеря на президента на Юнивърсъл Студиос, Рон Майър. Имат дъщеря, родена на 10 ноември 2006 г. Двойката се жени на 3 септември 2007 г. в Кона, Хавай. Второто им дете, което е момче, се ражда на 8 май 2009 г.

## Избрана филмография
- „Спайдър-Мен: През Спайди-вселената“ (2023)
- „Бъдещето е сега“ (2023)
- „Вавилон“ (2022)
- „Спайдър-Мен: Няма път към дома“ (2021)
- „Кръв по снега“ (2019)
- „Бебе Бос“ (2017)
- „Да пожертваш пешка“ (2014)
- „Великият Гетсби“ (2013)
- „Братя“ (2009)
- „Тропическа буря“ (2008)
- „Спайдър-Мен 3“ (2007)
- „Добрият германец“ (2006)
- „Спайдър-Мен 2“ (2004)
- „Воля за победа“ (2003)
- „Спайдър-Мен“ (2002)
- „Котки и кучета“ (2001)
- „Момчета-чудо“ (2000)
- „Правилата на дома“ (1999)
- „Плезънтвил“ (1998)
- „Страх и омраза в Лас Вегас“ (1998)
- „Да разнищим Хари“ (1997)
- „Животът на момчето“ (1993)